# Setge de Gibraltar (1727)

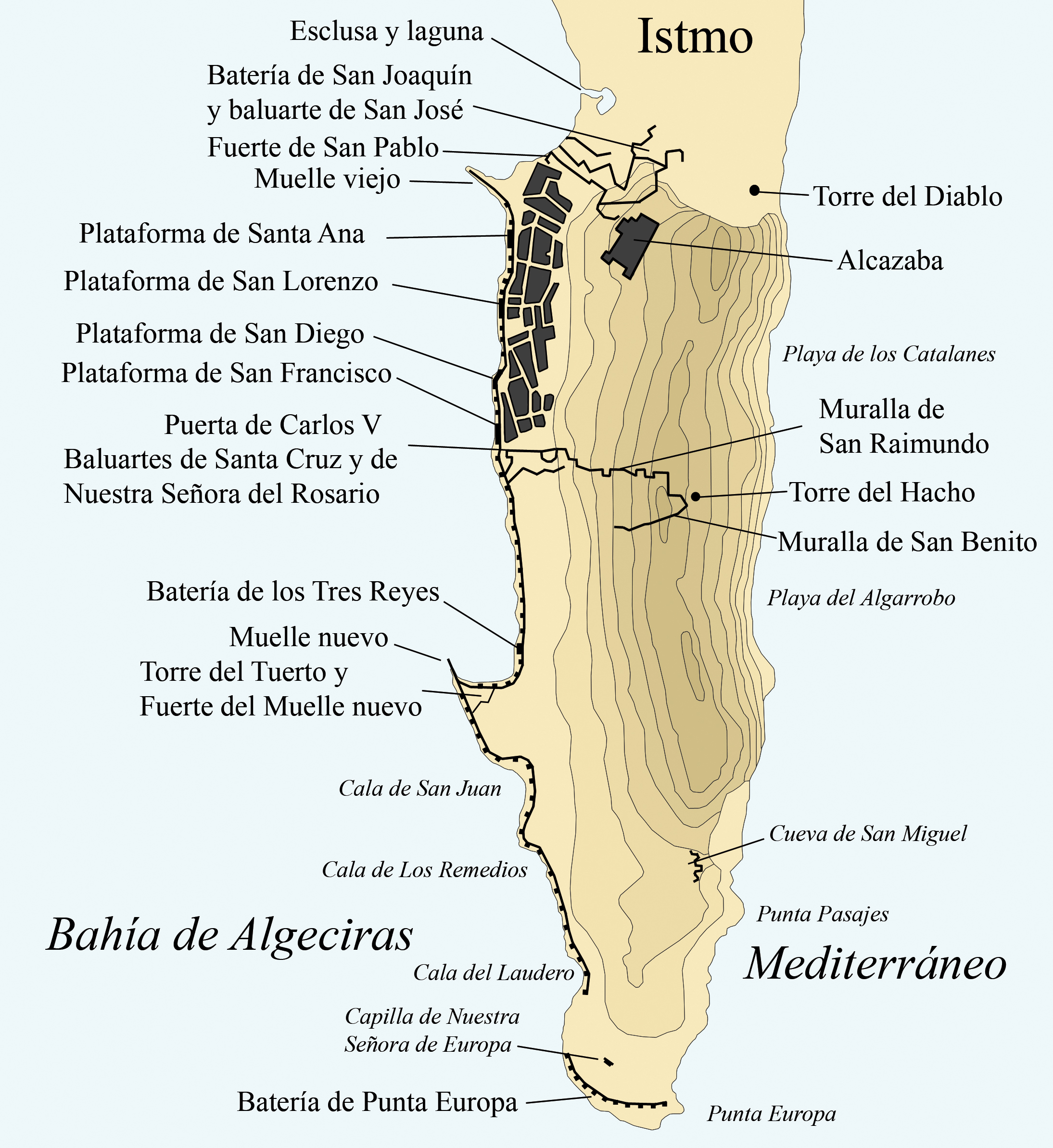
Defenses de Gibraltar de 1704 que amb lleus modificacions es van mantenir iguals en el setge de 1727.

El  setge a Gibraltar de 1727  va ser el segon setge dut a terme per les tropes espanyoles, després del primer setge de 1704 amb la intenció de recuperar la plaça forta de Gibraltar després que aquesta hagués estat presa el 1704 per la coalició anglo-neerlandesa durant la Guerra de Successió espanyola.

## Antecedents
Des de l'anterior conflicte la situació política d'Espanya havia canviat notablement. La guerra de successió havia acabat a Espanya i la política internacional va canviar de rumb, Felip V no comptaria des de llavors amb l'ajut de França i ja sense aliats Espanya i Regne Unit van signar el 1713 el Tractat d'Utrecht, en el que mitjançant l'article desè Espanya cedeix la sobirania sobre Gibraltar.
Durant els primers anys després del tractat, les relacions entre Espanya i el Regne Unit van anar tornant-se hostils. Diversos episodis diplomàtics entre els dos països i la nova aliança entre Anglaterra i França segellada amb el Tractat de Hannover el 1725 van portar a la cort espanyola a prendre la decisió de tornar a assetjar la plaça de Gibraltar legant l'incompliment del tractat d'Utrecht. D'aquesta manera des de primers de gener de 1727 es va augmentar el nombre d'efectius en el campament espanyol al nord de Gibraltar, tot i la imminent guerra els assetjadors no comptaven amb suficients mitjans per fer front a la contesa. L'encarregat de comanda l'exèrcit espanyol seria aquesta vegada en Comte de les Torres, és fet cridar també l'enginyer militar Joris Prosper Van Verboom per fer-se càrrec del cos d'enginyers.

## El segon setge a Gibraltar
Els primers moviments per part de tropes espanyoles van provocar un reforçament en les forces presents a la plaça amb l'objectiu d'organitzar una nova defensa, d'aquesta manera l'almirall Thomas Hopson va arribar a la plaça amb tres batallons i deu companyies de guardies que augmentaven les escasses forces presents, uns mil cinc-cents homes. Per mar la plaça comptaria des del 13 de febrer amb la presència de quatre navilis, quatre fragates i dues bombarderes al comandament de l'almirall Sir Charles Wager al costat de tres batallons més.
Com en el setge anterior de 1704, les primeres accions de les tropes espanyoles van ser la creació de les estructures necessàries per dur a terme l'empresa. D'aquesta manera es va iniciar la construcció d'una forta bateria de costa a la zona nord de l'istme. Com que no s'havia declarat formalment la guerra el governador anglès de la plaça, el coronel Jasper Clayton, va elevar una queixa formal pel que per a ell era una usurpació il·legal dels termes reconeguts pel tractat d'Utrecht a Gibraltar. La resposta del Comte de les Torres va ser que la construcció es feia en termes espanyols, ja que el tractat només incloïa la sobirania de la ciutat intramurs. El govern de Gibraltar no va considerar satisfactòria aquesta resposta i va acordar obrir foc contra els ja considerats assetjadors. D'aquesta manera, sota foc anglès va continuar la construcció de la bateria i d'una altra més al seu costat amb una dotació artillera de vuit canons i dotze morters a part de les noves trinxeres de l'istme.
Poc temps després acabarien les obres i aquestes primeres bateries aconsegueixen la retirada dels vaixells anglesos que contínuament impedien els treballs de fortificació. Sense aquests vaixells es van poder construir dues bateries més a l'istme, una d'elles, anomenada de Bravos es trobava davant de la Porta de Terra i una altra anomenada de les Forques estava en una zona anomenada  Llengua del Diable  que cap foc contra el moll nord de Gibraltar totes elles sota la direcció de Don Antonio Montagut que poc més tard abandonaria el lloc per desavinences amb el Comte de les Torres. Aquestes bateries però van resultar inútils per a la tasca que havien de realitzar, ja que quan es van poder realitzar els primers trets contra les muralles i el moll vell es va comprovar que estaven massa allunyades dels seu objectiu.
El 23 de març van arribar a la Badia d'Algesires dos navilis i una fragata anglesos que van atacar la zona propera al campament espanyol enfonsant diverses barcasses d'aprovisionament i pretenent després desembarcar en la desembocadura del riu Guadiaro; la sortida des del campament de dues companyies de granaders i cavalleria va frustrar els plans anglesos d'atacar per terra als espanyols. El foc des de la plaça de Gibraltar va començar a ser tan intens sobre les tropes que construïen les trinxeres que a partir del 12 d'abril només van poder realitzar el seu treball durant la nit. Les obres de les bateries que van ser aixecades en substitució de les anteriors van acabar el dia 7 de maig i immediatament van començar a bombardejar la muralla nord de Gibraltar. El baluard de Sant Pere i la bateria de la Reina Anna, així com tot el llenç de muralla que unia la Porta de Terra amb el moll van ser greument danyats i van reduir la seva força de foc notablement. Davant la imminent ruptura del front nord els britànics van haver d'improvisar una bateria de fortuna al costat de les restes de la de la Reina Anna amb tan bon encert que van causar greus danys a les trinxeres i a les bateries espanyoles més pròximes. A Gibraltar es va comprendre que podia fer més mal en els assetjadors amb bateries artillades a la falda de la muntanya, ja que les que es trobaven a nivell del mar, a prop del moll, havien resultat inútils, per això mentre es reconstruïen les bateries en la part espanyola es va fer el mateix a la part britànica.
El descontentament va créixer llavors en el campament espanyol, els treballs a les trinxeres resultaven inútils i el foc de les bateries de Gibraltar causaven més mal que el que podien causar els assetjadors amb les seves. Diversos oficials espanyols van enviar queixes al ministre de la guerra, el Marquès de Castelar mentre el Comte de les Torres per la seva banda enviava notícies positives al Rei.

## L'arribada de la pau
El dia 23 de juny es van rebre noves ordres des de la cort espanyola. Es va convocar al governador de Gibraltar Lord Portmore a una conferència amb el Comte de les Torres, des de Gibraltar s'hi va presentar el Coronel Roche. En la trobada es van acordar els termes de l'armistici manat des Madrid pel que es suspenien les accions armades a Gibraltar mentre que es mantenien les trinxeres de l'istme i el campament espanyol; segons el tractat tampoc podria existir circulació de persones ni correspondència entre Gibraltar i la part espanyola.
El motiu d'aquest canvi d'actitud per part de la cort espanyola va ser la signatura dels preliminars del Congrés de Soissons que se celebraria un any després per recomanació del Papa en El Vaticà. Aquests preliminars van ser signats per França, Anglaterra, Àustria, Holanda i Espanya el 19 de juny de 1727. Tot i el tractat no es va aixecar el setge mentre es perfilaven els detalls. Veient des d'Anglaterra que aquest tractat podia no arribar a bon fi van enviar a Gibraltar sis navilis. A la part espanyola s'observaven aquests moviments amb reticències i mentre es rebien noves notícies del Comte de les Torres que havia anat a Madrid el seu substitut, el Comte de Montemar va ordenar reconstruir la bateria de Tessé i construir una nova línia de trinxeres que comuniqués les dues riberes de l'istme. El 6 de març de 1728 es va signar a Madrid l'acta de ratificació del tractat de pau i es va acordar aixecar el setge a la plaça, es retirant les tropes i destruint les trinxeres. Poc després Espanya va presentar les seves queixes i reclamacions sobre Gibraltar en el congrés celebrat a Soissons el 14 de juny.